# Lijst van aan de kredietcrisis gelieerde termen
De economische crisis die Kredietcrisis genoemd wordt, ontstond in de Verenigde Staten in augustus 2007 uit een instorting van de huizenmarkt, waardoor veel huizenkopers hun hypotheek niet meer konden betalen. Die subprime hypotheken waren echter veelal doorverkocht in schuldpakketten aan banken over de hele wereld, waardoor het mondiale financiële systeem ermee te maken kreeg. In maart 2008 'viel' de eerste grote Amerikaanse zakenbank; in september ging Lehman Brothers, een van de grootste banken ter wereld failliet. Dit bracht een schokgolf teweeg: plotseling vertrouwden banken elkaar wereldwijd niet meer, omdat zij allemaal voor miljarden aan afschrijvingen buiten de balans hadden staan. De centrale banken moesten inspringen en regeringen moesten ingrijpende maatregelen treffen om het financiële systeem te steunen. Eind november 2008 belandden alle aandelenmarkten op een dieptepunt en was men het over eens, dat de kredietcrisis was overgegaan op de reële economie, en dat de zwaarste recessie sinds de jaren dertig van de 20ste eeuw voor de deur stond.
Hieronder volgt een lijst van termen en begrippen die met de kredietcrisis te maken hebben; aangevuld met bedrijven en personen die bij de crisis betrokken waren. Voor een maand-tot-maand overzicht van de gebeurtenissen leze men Tijdlijn van de kredietcrisis.

## Begrippen
- Asset-backed securities - financieel instrument waarbij bepaalde activa dienen als onderpand om een kasstroom te genereren; wanneer hypotheken als onderpand dienen spreekt men van mortgage backed securities.
- Beurskoers - de steeds wisselende prijs waartegen effecten aan de beurs worden verhandeld.
- Centrale bank - de institutie die het monetair beleid van een land uitvoert (in Amerika de Fed en een aantal decentrale banken zoals de Federal Reserve Bank of New York.
- Collateralized debt obligation of CDO - benaming voor de schuldpakketten waarin subprime hypotheken zijn "verpakt".
- Credit default swap - een overeenkomst tussen twee partijen waarbij het kredietrisico van een derde partij wordt overgedragen.
- Credit score of credit rating - methode om de kredietwaardigheid van de aanvrager van een lening te bepalen.
- Discount rate - toptarief waartegen banken van de centrale bank kunnen lenen.
- Geldmarkt - het geheel van vraag en aanbod naar kortlopende kredieten tussen banken.
- Hedgefonds of hedge fund - bepaald soort beleggingsfonds met ruimere mogelijkheden om rendement te genereren dan gewone beleggingsfondsen.
- Hypotheek - door een bank verstrekt langlopend krediet ter financiering van een huis, waarbij rente in rekening wordt gebracht.
- Interbancaire rente - de rente die banken elkaar berekenen voor kortlopende kredieten.
- Liquiditeit - begrip dat aangeeft of een bedrijf op korte termijn aan haar verplichtingen kan voldoen.
- Obligatie - schuldbewijs voor een lening die door een overheidsinstelling, een onderneming of een instelling is aangegaan; leningen door een land uitgegeven heten staatsleningen.
- Obligatierating oordeel over de kredietwaardigheid van de uitgever van een obligatie in de vorm van een "rapportcijfer".
- Recessie - krimp van de economie van een land, die minimaal twee of drie kwartalen aanhoudt.
- Securitisatie - financiële techniek waarbij activa worden samengevoegd en verkocht als verhandelbare effecten.
- Subprime hypotheek - hypotheek verstrekt aan Amerikaanse, minder kredietwaardige huizenkopers, grotendeels door de door de Amerikaanse overheid gereguleerde hypotheekbanken Fannie Mae en Freddie Mac.

## Afkortingen
(zb verwijst naar de begrippenlijst hierboven)
- ABS: Asset-backed security (zb).
- AMLF: Asset-Backed Commercial Paper Money Market Fund (Amerikaanse kredietfaciliteit).
- ARM: Adjustable Rate Mortgage (hypotheek met variabele rente).
- Bailout: financiële reddingsoperatie.
- CBI: Confederation of British Industry.
- CDO: Collateralized debt obligation (zb).
- CEO: Chief Executive Officer (Algemeen Directeur).
- CFO: Chief Financial Officer (Financieel Directeur).
- ECB: Europese Centrale Bank .
- EESA: Emergency Economic Stabilization Act (ook bekend als Bailout Plan of Amerikaans economisch reddingsplan 2008.
- Fannie Mae: Federal National Mortgage Association (Amerikaans bedrijf dat financiële diensten levert aan hypotheeknemers zoals banken).
- FASB 157: ... (nieuwe boekhoudregeling waarbij bezittingen en schulden gewaardeerd moeten worden naar de actuele waarde in plaats van de historische aankoopwaarde).
- FDIC: Federal Deposit Insurance Corporation (Amerikaanse instelling ter garantstelling van spaartegoeden).
- FED: Federal Reserve (Federale Centrale Bank van de Verenigde Staten).
- FHFA: Federal Housing Finance Agency.
- Freddie Mac: Federal Home Loan Mortgage Corporation (Amerikaans bedrijf dat financiële diensten levert aan hypotheeknemers zoals banken).
- GSE: Government Sponsored Enterprise (op zich normale commerciële onderneming, die echter een door de Amerikaanse overheid nagestreefd doel bevordert, en waarvan aangenomen wordt (werd) dat die overheid hem niet failliet zou laten gaan, hoewel er geen expliciete overheidsgarantie ia (was) afgegeven; voorbeelden zijn Freddie Mac, Fannie Mae en Sallie Mae).
- IMF: Internationaal Monetair Fonds
- MBS: Mortgage Backed Securities (een vorm van Asset-backed security, zb).
- RBS: Royal Bank of Scotland (één der kopers van ABN Amro en eigenaar van Hibernian).
- PCDF: Primary Dealer Credit Facility (Amerikaanse kredietregeling ter ondersteuning van handelaren in overheidsleningen).
- PPIP: Public-Private Investment Program (Amerikaans programma voor het opkopen van slechte en gesecuritiseerde leningen).
- S&P: Standard & Poor's (Amerikaans kredietbeoordelaar en eigenaar van een bekend kredietratingsysteem).
- SEC: Securities and Exchange Commission (Amerikaanse beurscontroleur).
- SIV: Structured Investment Vehicle (Vennootschap die voor slechts 1 transactie wordt opgericht, bijvoorbeeld het op de markt brengen van een pakket gesecuritiseerde hypotheken).
- SPV: Special Purpose Vehicle (Te vergelijken met SIV)).
- TALF: Term Asset-Backed Securities Loan Facility (Amerikaanse kredietfaciliteit ter ondersteuning van de markt voor consumentenkredieten en leningen aan kleine bedrijven).
- TARP: Troubled Asset Relief Program (maatregel om het Amerikaanse financiële systeem te stabiliseren door het opkopen van slechte leningen).
- TSLF: Term Securities Lending Facility (Amerikaanse kredietfaciliteit).
- WaMu: Washington Mutual (in deconfiture geraakte hypotheekbank, overgenomen door JP Morgan).
- ZIRP: Zero Interest Rate Policy (0% rente tarief politiek).

## Verwante verschijnselen
- Amerikaans economisch reddingsplan 2008 - in oktober 2008 door het Amerikaanse Congres aangenomen reddingsplan van $700 miljard om de financiële instellingen op de been te houden.
- Troubled Asset Relief Program (of TARP) - het $700 miljard programma, bij wet goedgekeurd als Emergency Economic Stabilization Act.
- Plan E - een Spaans stimuleringsplan van € 55 miljard dat in januari 2011 af wordt gekondigd, dat de economie van het zwaar getroffen land weer op gang te helpen.
- Vastgoedzeepbel - de aan de kredietcrisis voorafgaande instorting van de Amerikaanse hypotheekmarkt.

## Bedrijven en instellingen
- ABN AMRO Holding N.V. is een van oorsprong Nederlandse financiële instelling en is eind 2007 overgenomen door een consortium van Fortis, Banco Santander en Royal Bank of Scotland. De ondergang van Fortis door velen gezien als een gevolg van de onverantwoorde overname op ABN AMRO.
- American International Group - De grootste verzekeraar ter wereld, ontving in september 2008 een kapitaalinjectie van 85 miljard dollar.
- Bear Stearns - Amerikaanse zakenbank, in maart 2008 voor 10 dollar per aandeel overgenomen door JPMorgan Chase nadat een jaar daarvoor het aandeel nog 150 dollar waard was.[1].
- Bradford & Bingley - Britse bank, in september 2008 genationaliseerd.
- Citigroup - grootste Amerikaanse bank, zwaar geraakt door de kredietcrisis en door de Amerikaanse overheid gesteund met $45 miljard plus $300 miljard aan garantiestellingen.
- Fannie Mae - Federale hypotheekbank, opgericht tijdens de Grote Depressie als government sponsored enterprise om ook minder vermogende Amerikanen in staat te stellen een huis te kopen, geprivatiseerd in 1991.
- Federal Deposit Insurance Corporation (FDIC) - Amerikaanse nationale instelling die ten doel heeft spaartegoeden te garanderen en toezichthouder.
- Federal Reserve - Amerikaanse federale centrale bank.
- Fortis - Belgisch-Nederlandse bank- en verzekeringscombinatie; door opeenvolgende operaties van de overheden op 29 september en 3 oktober 2008 gesplitst en vrijwel volledig genationaliseerd.
- Freddie Mac - Federale hypotheekbank, vergelijkbaar met Fannie Mae.
- GMAC - Amerikaanse kredietverstrekker die in december 2008 de bankstatus kreeg, en hierdoor aanspraak kon maken op staatssteun om een faillissement te voorkomen.
- Goldman Sachs - grote Amerikaanse zakenbank; Warren Buffett verwierf in september 2008 via zijn investeringsmaatschappij een aanzienlijk aandeel.
- Hypo Real Estate (HRE) - Duitse hypotheekbank waaraan per januari 2009 reeds € 92 miljard hulp werd verstrekt, desondanks in grote problemen.
- Icesave - internetbank opererend in onder andere Engeland en Nederland, gelieerd aan Landsbanki.
- Landsbanki - IJslandse bank, omgevallen en genationaliseerd in oktober 2008.
- Lehman Brothers - Amerikaanse investeringsbank die als gevolg van de kredietcrisis failliet ging.
- Merrill Lynch - grote Amerikaanse zakenbank, in september 2008 opgekocht door Bank of America.
- Northern Rock - Britse bank in februari 2008 genationaliseerd nadat de bank in september 2007 in de problemen kwam toen bekend werd dat de bank een lening van de centrale bank had aangevraagd vanwege liquiditeitsproblemen.
- Washington Mutual - Amerikaanse bank die in september 2008 als gevolg van de kredietcrisis failliet ging.

## Personen
- Ben Bernanke - President van de Federal Reserve.
- Henry Paulson - Tot 20 januari 2009 Amerikaans minister van Financiën.
- Neel Kashkari - Interimhoofd van het nieuw opgerichte Departement voor Financiële Stabiliteit.

## Landen
- IJsland - basis van diverse internationale banken, waaronder Landsbanki en Kaupthing; door de kredietcrisis zo goed als bankroet geraakt en gesteund door het IMF. Ook aan Oekraïne werd een omvangrijke lening verstrekt.